# Delta Έvrou
Delta Έvrou este o arie protejată (arie de protecție specială avifaunistică — SPA) din Grecia întinsă pe o suprafață de 12.372,82 ha, integral pe uscat.

## Localizare
Centrul sitului Delta Έvrou este situat la coordonatele 40°45′54″N 26°04′42″E / 40.765133°N 26.078244°E.

## Înființare
Situl Delta Έvrou a fost declarat arie de protecție specială avifaunistică în februarie 1998 pentru a proteja 98 de specii de animale.

## Biodiversitate
Situată în ecoregiunile marină mediteraneană și mediteraneană, aria protejată nu include niciun habitat protejat.
La baza desemnării sitului se află mai multe specii protejate de  păsări (98): uliu cu picioare scurte (Accipiter brevipes), pescăruș albastru (Alcedo atthis), rață sulițar (Anas acuta), rață pitică (Anas crecca), rață mare (Anas platyrhynchos), Anser albifrons albifrons, gârliță mică (Anser erythropus), fâsă-de-câmp (Anthus campestris), stârc cenușiu (Ardea cinerea), ciuf de câmp (Asio flammeus), rață-cu-cap-castaniu (Aythya ferina), gâsca cu piept roșu (Branta ruficollis), buha (Bubo bubo), pasărea ogorului (Burhinus oedicnemus), ciocârlie-cu-degete-scurte (Calandrella brachydactyla), fugaci de țărm (Calidris alpina), fugaci roșcat (Calidris ferruginea), fugaci mic (Calidris minuta), bătăuș (Calidris pugnax), caprimulg (Caprimulgus europaeus), prundăraș de sărătură (Charadrius alexandrinus), prundaș gulerat mare (Charadrius hiaticula), chirighiță-cu-aripi-albe (Chlidonias leucopterus), șerpar (Circaetus gallicus), erete vânăt (Circus cyaneus), erete alb (Circus macrourus), acvilă țipătoare (Clanga clanga), cristeiul de câmp (Crex crex), gușă vânătă (Cyanecula svecica), Cygnus columbianus bewickii, lebădă de iarnă (Cygnus cygnus), lebădă de vară (Cygnus olor), ciocănitoare de grădină (Dendrocopos syriacus), egretă mică (Egretta garzetta), presură de grădină (Emberiza hortulana), Eudromias morinellus, șoim dunărean (Falco cherrug), șoim de iarnă (Falco columbarius), Falco eleonorae, șoim călător (Falco peregrinus), vânturel de seară (Falco vespertinus), muscar-gulerat (Ficedula albicollis), muscar (Ficedula parva), Ficedula semitorquata, lișiță (Fulica atra), Gallinago media, cufundar polar (Gavia arctica), cufundar mic (Gavia stellata), cocor (Grus grus), scoicar (Haematopus ostralegus), piciorong (Himantopus himantopus), Hippolais olivetorum, Hydrocoloeus minutus, stârc pitic (Ixobrychus minutus), sfrâncioc roșiatic (Lanius collurio), sfrânciocul cu frunte neagră (Lanius minor), Lanius nubicus, Leiopicus medius, sitar de mal nordic (Limosa lapponica), sitar de mâl (Limosa limosa), ciocârlie de pădure (Lullula arborea), rață fluierătoare (Mareca penelope), Marmaronetta angustirostris, Mergellus albellus, Mergus serrator, cormoran mic (Microcarbo pygmaeus), gaia roșie (Milvus milvus), Numenius arquata arquata, culic cu cioc subțire (Numenius tenuirostris), stârc de noapte (Nycticorax nycticorax), dropie (Otis tarda), Oxyura leucocephala, vultur pescar (Pandion haliaetus), viespar (Pernis apivorus), Phalacrocorax carbo sinensis, notatița cu ciocul subțire (Phalaropus lobatus), flamingo roz (Phoenicopterus roseus), ploier auriu (Pluvialis apricaria), ploier argintiu (Pluvialis squatarola), corcodel-urechiat (Podiceps auritus), corcodel mare (Podiceps cristatus), corcodel-cu-gât-negru (Podiceps nigricollis), cresteț pestriț (Porzana porzana), Spatula clypeata, chiră de baltă (Sterna hirundo), Sterna paradisaea, chiră mică (Sternula albifrons), silvie porumbacă (Sylvia nisoria), spârcaci (Tetrax tetrax), fluierar negru (Tringa erythropus), fluierar de mlaștină (Tringa glareola), fluierar cu picioare verzi (Tringa nebularia), fluierarul de zăvoi (Tringa ochropus), fluierar de lac (Tringa stagnatilis), fluierarul cu picioare roșii (Tringa totanus), Xenus cinereus, Zapornia parva, Zapornia pusilla.
Pe lângă speciile protejate, pe teritoriul sitului au mai fost identificate 4 specii de păsări.